# Aparecida Esporte Clube (Goiás)
Aparecida Esporte Clube é um clube brasileiro de futebol, sediado na cidade de Aparecida de Goiânia, no estado de Goiás.

## História
O Aparecida Esporte Clube, foi fundado em 01/01/1995, leva o nome da Cidade de Aparecida de Goiânia, está atualmente na 3ª Divisão do Campeonato Goiano de Futebol Profissional e atua com as formação de atletas, através das categorias de base (Sub 13; Sub 15; sub 17 ; Sub 20). Sua identidade visual usa as cores verde, amarelo, branco e azul, conquistou seu primeiro título na Divisão de Acesso de 1999,  (19 Jogos, 9 vitorias, 7 empates e 3 derrotas), disputando a elite do futebol goiano (Primeira Divisão), em 2000, terminando em décimo lugar. Em 2016, sagrou-se Campeão Goiano da 3ª Divisão.
Nos anos de 2011 e 2018 foi vice-campeão da Terceira Divisão garantindo participação na Divisão de Acesso do ano seguinte, Em 2016 o clube altera sua identidade visual, mudando suas cores para azul e branco e no mesmo ano conquista o título da Terceira Divisão. Rebaixado já em 2017, em 2018 conquista o segundo lugar da mesma competição e o acesso ao segundo nível do futebol goiano.
Em 2021 o clube retorna a ser auriverde, alterando seu escudo, dando destaque ao leão. No ano de 2022, ficou em quarto lugar no campeonato goiano da divisão de acesso. E em 2023 a equipe principal caiu para a terceira divisão do Campeonato Goiano Profissional, mas as categorias de Base evoluíram na formação, aperfeiçoamento e revelação atletas. A categoria Sub 20, sob comando do Treinador Marcelo Gaúcho, sagrou-se Vice-Campeão da 2ª Divisão, voltando a elite do futebol em sua categoria.

## Rivalidades
O maior rival do Aparecida, é a Aparecidense, ambas equipes se enfrentaram no Campeonato Goiano da Terceira Divisão de 2002, até hoje, houve 2 confrontos, sendo duas vitórias para a Aparecidense.

## Títulos
| Estaduais | Estaduais                             | Estaduais | Estaduais  |
|           | Competição                            | Títulos   | Temporadas |
| --------- | ------------------------------------- | --------- | ---------- |
|           | Campeonato Goiano - Divisão de Acesso | 1         | 1999       |
|           | Campeonato Goiano da Terceira Divisão | 1         | 2016       |